# Stade lavelanétien
Maillots
Le Stade lavelanétien est un club français de rugby à XV basé à Lavelanet dans le département de l'Ariège. Il a connu ses heures de gloire dans les années 1920, 1950, puis 1970 et 1980.
Champion de France deuxième série, et champion de Midi-Pyrénées pour la saison sportive 1927-1928, Lavelanet accède à la première division en 1952 où il gagne le challenge Rutherford à Limoges contre le Racing Club de France. Le club fait ensuite plusieurs aller-retour entre la première et la deuxième division et dispute sa dernière saison dans l'élite en 1986.

## Histoire

### Création d'un club de rugby à Lavelanet, en Ariège, en 1906
Le club est fondé en 1906 et évolue dans le très relevé championnat des Pyrénées. En 1923, sa place de finaliste de deuxième série lui permet de participer pour la première fois au championnat de France de la catégorie (équivalent de la deuxième division).
En 1926, par le jeu des réorganisations des compétitions, la deuxième série est devenue la quatrième division. Lavelanet atteint la finale en 1927, mais s’incline face aux Tarnais de l’US Carmaux (0-16). L’année suivante est la bonne, les Jaune et Noir battent l’USC Vichy 19-3 et remportent leur premier titre national, après avoir remporté le titre régional.

### Accession en première division
Les rugbyman de Lavelanet, au lendemain de la Seconde guerre mondiale, accèdent au championnat de France de première division entre les années 1950-1970.
En 1945, Lavelanet amorce sa montée vers les sommets avec une victoire en championnat des Pyrénées de deuxième série. La consécration arrive le 9 mai 1948, lorsque le Stade bat son vieux rival, l’US Carmaux en finale 10-0. 
Ce représentant d'une petite ville de l'Ariège (moins de 7 000 habitants) force alors l’admiration en réussissant à se maintenir régulièrement en première division depuis les années 1950 jusqu’à la fin des années 1970.

#### Vainqueur du challenge Rutherford 1952
Lavelanet remporte le challenge Rutherford, consolante pour les clubs non-qualifiés pour les phases finales du championnat de France. Il bat le Racing club de France 5-3 en finale (un essai de Villerouge transformé par Noé).

#### Demi-finaliste du championnat 1953
Après avoir battu la Section paloise 8-6 en quart, il joue ensuite une demi-finale contre le Stade montois en 1953, puis un quart de finale contre l'US Romans Péage en 1955.

### Descente en deuxième division
Dix ans après l’accession, c’est la descente en 1959. Le Stade attend dix ans pour fouler à nouveau les pelouses de première division, à la suite de sa victoire sur le SO Montpellier en quart de finale en 1968.

### Remontée en première division
Avant-dernier de sa poule de championnat en 1970, Lavelanet échappe de peu à la relégation.
En 1971, Lavenalet termine encore 7e de sa poule de championnat malgré une belle victoire sur le Stade toulousain, qui terminera en tête de sa poule.
Pendant quelques années, sous la présidence de l'industriel du textile Michel Thierry, Lavelanet se bat ensuite à nouveau avec les gros bras du rugby français et parvient à se qualifier quatre fois consécutivement pour les phases finales du championnat en 1972, 1973, 1974 et 1975.
En 1972, Lavelanet termine troisième de sa poule en championnat derrière Béziers et Tarbes avant de se faire éliminer en seizième de finale par Beaumont de Lomagne 24-12.
Le club a alors la réputation d'une équipe rugueuse. Le confrontation de 1973 contre le RRC Nice ponctuée par de nombreuses bagarres restera longtemps dans les annales‌. Lavelanet termine finalement deuxième de son groupe en championnat avant d'être éliminé en seizième de finale par Toulon 19-10.
En 1974, Lavelanet termine à la troisième place de sa poule en championnat grâce notamment à une victoire sur le leader, Brive 10-9 dans un match tendu que l'arbitre, Lucien Barbe est obligé d'arrêter à la 57e minute. Lavelanet élimine ensuite Montchanin 8-0 en seizième avant d'être battu en huitièmes de finale par Béziers 15-6.
En 1975, Lavelanet termine quatrième de sa poule en championnat avant d'échouer de peu en seizième de finale contre le RC Narbonne de Jo Maso 9-3.

### Déclin du Stade dans les années 1980, et descente en groupe B puis en deuxième division
Le club se maintient encore deux saisons dans l'élite réalisant au passage un exploit sur le terrain du Stade toulousain puis quitte l'élite en 1978.
Un an plus tard, le futur ailier international Patrick Estève quitte le club pour le RC Narbonne. Lavelanet est même relégué en deuxième division en 1981 mais remonte dès la saison suivante en groupe B pendant que l'équipe réserve est championne de France après voir terminé la saison invaincue et battu largement Castelsarrasin 30-4 en quart, Saint-Médard 18-3 en demi et enfin Saint-Égrève 29-6 en finale.
Le club retrouve ensuite l'élite pour une saison en 1986 mais est immédiatement relégué. Lavelanet joue ensuite en première division groupe B entre 1987 et 1993, année où il est relégué en deuxième division malgré le retour de son ailier international Patrick Estève.
Le Stade continue ensuite de descendre jusqu’au championnat Honneur régional en 1996. Il remonte en Nationale 3 en 1998, puis en Nationale 2 en 2001, puis enfin en Fédérale 1 en 2002. Il s’y maintient trois saisons avant de rechuter en Fédérale 2 en 2005.

## Palmarès

### Détail du palmarès
- Championnat de France de première division :
  - Meilleure performance Demi-finaliste (1) : 1953

- Championnat de France de deuxième division :  
  - Vice-champion (1) : 1927

### Bilan par saison
| Saison    | Niveau | Championnat       | Classement | Phase finale                                                        | Titres                |
| --------- | ------ | ----------------- | ---------- | ------------------------------------------------------------------- | --------------------- |
| 1990-1991 | 1-B    | Groupe B          | 6e/8       | -                                                                   | -                     |
| 1991-1992 | 1-B    | Groupe B          | 7e/10      | -                                                                   | -                     |
| 1992-1993 | 1-B    | Groupe B          | 7e/8       | 4e/4 de la phase de poules de relégation. Relégation en Division 2. | -                     |
| 1993-1994 | 2      | Division 2        | ?          | ?/4 du groupe C de la seconde phase de poules                       | -                     |
| 1994-1995 | ?      | ?                 | ?          | ?                                                                   | -                     |
| 1995-1996 | ?      | ?                 | ?          | ?                                                                   | -                     |
| 1996-1997 | ?      | ?                 | ?          | ?                                                                   | -                     |
| 1997-1998 | 6      | Honneur           | ?/?        | ?. Promotion en Nationale 3.                                        | -                     |
| 1998-1999 | 5      | Nationale 3       | 4e/12      | Éliminé en 1/32es de finales des play-offs                          | -                     |
| 1999-2000 | 5      | Nationale 3       | ?/?        | Éliminé en 1/16es de finales des play-offs                          | -                     |
| 2000-2001 | 4      | Nationale 2       | 6e/12      | Éliminé en 1/32es de finales des play-offs                          | -                     |
| 2001-2002 | 4      | Fédérale 2        | ?/12       | Éliminé en 1/2 finales. Promotion en Fédérale 1                     | -                     |
| 2002-2003 | 3      | Fédérale 1        | ?/12       | Éliminé en 1/16es de finales des play-offs                          | -                     |
| 2003-2004 | 3      | Fédérale 1        | ?/12       | -                                                                   | -                     |
| 2004-2005 | 3      | Fédérale 1        | 12e/12     | Relégation en Fédérale 2                                            | -                     |
| 2005-2006 | 4      | Fédérale 2        | 9e/12      | -                                                                   | -                     |
| 2006-2007 | 4      | Fédérale 2        | 8e/12      | -                                                                   | -                     |
| 2007-2008 | 5      | Fédérale 3        | 10e/12     | -                                                                   | -                     |
| 2008-2009 | 5      | Fédérale 3        | 10e/12     | Relégation en Honneur                                               | -                     |
| 2009-2010 | ?      | ?                 | ?          | ?                                                                   | -                     |
| 2010-2011 | ?      | ?                 | ?          | ?                                                                   | -                     |
| 2011-2012 | ?      | ?                 | ?          | ?                                                                   | -                     |
| 2012-2013 | ?      | ?                 | ?          | ?                                                                   | -                     |
| 2013-2014 | ?      | ?                 | ?          | ?                                                                   | Champion des Pyrénées |
| 2014-2015 | ?      | ?                 | ?          | ?                                                                   | -                     |
| 2015-2016 | ?      | ?                 | ?          | ?                                                                   | -                     |
| 2016-2017 | 8      | 1re Série         | ?/?        | Éliminé en 1/16es de finales du championnat de France de 1re Série  | -                     |
| 2017-2018 | 8      | 1re Série         | ?/?        | -                                                                   | -                     |
| 2018-2019 | 8      | 1re Série         | ?/?        | Éliminé en 1/16es de finales du championnat de France de 1re Série  | -                     |
| 2019-2020 | 8      | Promotion Honneur | ?/?        | Compétition suspendue puis annulée                                  | -                     |
| 2020-2021 | 8      | Promotion Honneur | ?/?        | Compétition suspendue puis annulée                                  | -                     |
| 2021-2022 | 8      | Promotion Honneur | En cours   | -                                                                   | -                     |

## Autres équipes
Dans les années 2000, un regroupement des clubs sportifs est opéré, le Rugby du Pays d'Olmes est le nom de l'école de rugby qui regroupe les clubs de la région du pays d'Olmes, à savoir : 
- Le Stade lavelanétien,
- L'entente sportive Laroque-Bélesta
- l'US Kercorb Bastide Peyrat (Chalabre-La Bastide-sur-l'Hers-Le Peyrat) (USCKBP)[4],[5].

## Personnalités du club

### Entraîneurs
- ? :  Olivier Carbonneau et  Jérôme Boucheron

- 2016- :  Patrick Borios,  Xavier Pinho-Teixeira et  Laurent Torreilles[6]

### Internationaux français
Lavelanet a toujours constitué une jolie pépinière. Plusieurs internationaux sont sortis de son école de rugby, comme Patrick Estève, Jean-Louis Jordana ou Benoît Baby. Quant à Fabien Barthez, s’il s’est fait connaître par le ballon rond, ce Lavelanétien pur jus a tâté du rugby dans sa ville natale.

### Autres joueurs emblématiques
- Yves Noé
- Benoît Baby
- Philippe Bonhoure
- Patrick Estève[7]
- Jean-Louis Jordana
- André Lannes[8]
- Thierry Merlos
- Jacques Palacios
- Alain Barthez
- Jean-Pierre Gebus
- Jean-François Pedesseau
- Roger Shackleton
- Roger Marquis
- Aldo Quaglio
- Virgil Năstase[9]